# Fontanelice
Fontanelice (emilián nyelven Funtanàllṡ, romanyol nyelven Funtana) település Olaszországban, Emilia-Romagna régióban, Bologna megyében. Lakosainak száma 1913 fő (2023. január 1.). Fontanelice Borgo Tossignano, Casalfiumanese, Casola Valsenio és Castel del Rio községekkel határos.

## Népesség
A település lakossága az elmúlt években az alábbi módon változott:
| Lakosok száma | 1916 | 1944 | 1913 |
|               | 2017 | 2018 | 2023 |